# مايكل بارون (لاعب كرة قدم)
مايكل بارون (بالإنجليزية: Michael Barron)‏ (22 ديسمبر 1974 في المملكة المتحدة - ) هو لاعب كرة قدم بريطاني في مركز قلب الدفاع. لعب مع نادي ميدلزبره ونادي هارتلبول يونايتد.

## وصلات خارجية
- ميخائيل بارون على موقع قاعدة بيانات كرة القدم.إي يو (الإنجليزية)
- ميخائيل بارون على موقع Soccerbase.com (لاعب) (الإنجليزية)
- ميخائيل بارون على موقع عالم كرة القدم.نت (الإنجليزية)